# チャンプ (2016年の映画)
『チャンプ』（Chuck、別題: The Bleeder）は2016年のアメリカ合衆国の伝記映画。
監督はフィリップ・ファラルドー、出演はリーヴ・シュレイバーとエリザベス・モス、ナオミ・ワッツなど。
主演のシュレイバーが製作と脚本（共同）を担当している。
1976年の映画『ロッキー』の主人公ロッキー・バルボアのモデルとなったヘビー級プロボクサーであるチャック・ウェプナーを描いている。
2016年に開催された第73回ヴェネツィア国際映画祭の非コンペティション部門に選出されて初上映されたのち、2017年5月5日に一般公開された。
日本では劇場未公開だが、2018年2月8日にWOWOWで『チャック 〜“ロッキー”になった男〜』のタイトルで放映された後、同年7月4日にアメイジング D.C.から『チャンプ』のタイトルと「もうひとつの、ロッキー。」のキャッチコピーでDVDが発売されている。

## ストーリー
ニュージャージー州ベイヨンのヘビー級プロボクサーであるチャック・ウェプナーはボクシングだけでは生活できず、副業の酒のセールスでなんとか生計を立てている。しかし、白人であるという理由で世界チャンピオンであるモハメド・アリと対戦することとなり、チャックの人生は一変する。アリの圧倒的な勝利が予想される中、最終ラウンドまで戦い続けたチャックは、試合には負けたものの、映画『ロッキー』の主人公のモデルとなり、映画の大ヒットとともに全米の人気者となる。これに有頂天となったチャックの生活は華やかだが荒んだものとなり、妻フィルと娘キンバリーからは愛想を尽かされてしまう。そもそも映画のヒットでチャック自身の収入が増えたわけではなく、結局、薬物の売人にまで落ちぶれたチャックは逮捕されて刑務所送りとなる。収監中、冷静に自分と向き合ったチャックは改心し、妻とは正式に離婚、娘とは手紙などを通じて誠実に接するようになる。その後、模範囚として刑期を早めに終えたチャックはかねてより付き合いのあった女性リンダと再婚し、夫婦で酒のセールスを続けながら幸せに暮らしている。

## キャスト
- チャック・ウェプナー: リーヴ・シュレイバー
- フィル: エリザベス・モス - チャックの3番目の妻。
- リンダ: ナオミ・ワッツ - チャックの2番目の妻。
- ジョン: ジム・ガフィガン（英語版） - チャックの親友。
- アル・ブラヴァーマン: ロン・パールマン - チャックのマネージャー兼トレーナー。
- ドン・ウェプナー: マイケル・ラパポート - チャックの弟。
- モハメド・アリ: プーチ・ホール - ヘビー級世界チャンピオン。
- シルヴェスター・スタローン: モーガン・スペクター（英語版） - 映画俳優。

## 製作
2011年5月10日、ジェフ・フォイヤージークがチャック・ウェプナーの伝記映画『The Bleeder』の監督に起用され、クリスティーナ・ヘンドリックスが出演するとの報道があった。2015年10月7日、リーヴ・シュライバーとナオミ・ワッツが起用されたと報じられた。シュライバーは長らくウェプナーを演じることを望んでおり、本作に出演したことでその念願が叶った。22日、エリザベス・モスがキャスト入りした。30日、ジム・ガフィガン、プーチ・ホール、モーガン・スペクターの出演が決まった。11月11日、ロン・パールマンが本作の出演契約にサインしたという報道があった。
本作の主要撮影は2015年10月26日にニューヨーク州サファーンで始まり、同年12月4日に終了した。

## 公開
2016年9月2日、本作は第73回ヴェネツィア国際映画祭でプレミアを迎えた。10日には第41回トロント国際映画祭のスペシャルプレゼンテーションで上映された。14日、IFCフィルムズとショウタイム・ネットワークスが本作の北米配給権を購入したと報じられた。2017年4月、本作はトライベッカ映画祭で上映された。

## 評価
本作は批評家から好意的に評価されている。映画批評集積サイトのRotten Tomatoesには80件のレビューがあり、批評家支持率は80%、平均点は10点満点で6.8点となっている。サイト側による批評家の見解の要約は「『チャンプ』にはスポーツ選手の伝記映画特有のクリシェが少ないながらもある。しかし、全体の出来はワンランク上のものである。そうなったのはリーヴ・シュライバーの濃密な演技のおかげである。」となっている。また、Metacriticには29件のレビューがあり、加重平均値は68/100となっている。